# Tommaso Napoli

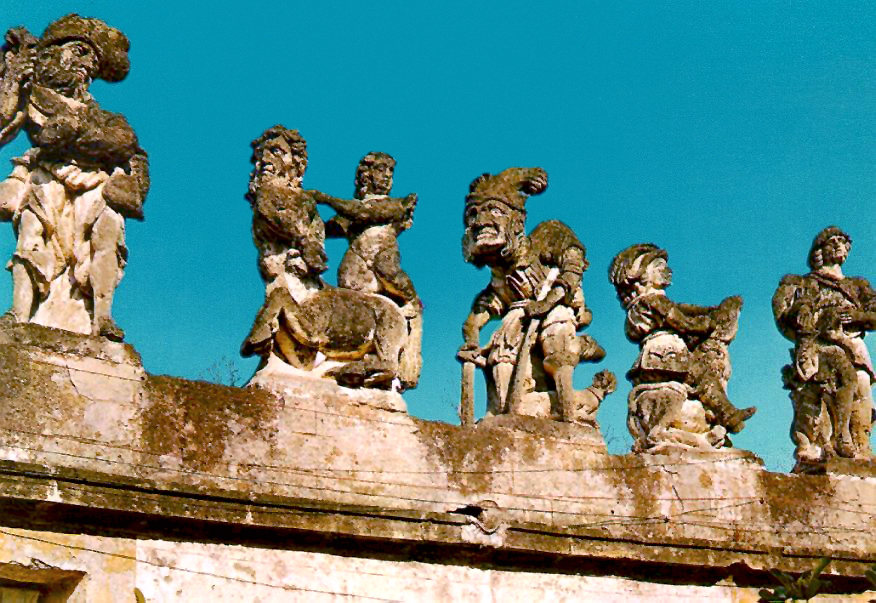
Los "monstruos" de Villa Palagonia, por Tommaso Napoli, Bagheria, Sicilia, 1705

Tommaso Maria Napoli fue un fraile dominico nacido en Sicilia a principios del siglo XVIII que publicó un tratado de arquitectura sobre perspectiva. Visitó dos veces Viena, retornando a Sicilia con grabados de edificios barrocos que se encontraban de moda. Importó este estilo a la isla, (por ejemplo el Palacio Schonbrunn) , adaptado al clima y las tradiciones sicilianas. Sus obras constituyeron los primeros ejemplos de barroco siciliano. 
No se conoce mucho de su vida, excepto que fue autor de dos villas en Bagheria que lo convirtieron en un arquitecto distinguido. Se trata de la Villa Valguarnera, construida entre 1713 y 1737 y la Villa Palagonia, comenzada en 1705.
Valguarnera, la más simple de ambas, fue construida alrededor de un patio, con construcciens de granja adosadas a la manera de las villas de Palladio dos siglos antes. Las tres principales fachadas visibles de la villa tienen una bahía cóncava en su centro, en las que se ha colocado una escalinata externa que lleva al piano nobile. La línea de balaustres del techo está decorada con esculturas. La característica distintiva de la villa es, sin embargo, su gran terraza ajardinada, también diseñada por Napoli, con vistas a la bahía de Solunto, que está considerada entre los mejores paisajes en Sicilia. 
La Villa Palagonia, más grande y compleja, fue encargada por el extravagante "Príncipe de Palagonia" , Ferdinando Francesco Gravina. Tiene fachadas curvas en dos lados. El piano nobile se destaca por grandes ventanas de arco. La fachada posterior es una gran curva, flanqueada por dos alas rectas. La característica principal de la construcción es la escalinata exterior. De diseño más complejo que en Valguarnera, es una escalinata doble que está formada por tramos rectos que cambian repetidamente de dirección contra las curvas y rectas de los muros exteriores del edificio. El interior de la villa fue decorado con paredes de mármol y cielorrasos espejados.
Las terrazas exteriores están decoradas con esculturas extravagantes y fantásticas, que hasta el día de hoy son atracción turística de la región.Debido a ellas, la construcción es conocida también con el nombre de "Villa dei Mostri" (Villa de los monstruos). 
Otras villas en la región de Bagheria pueden ser atribuidas a Napoli, aunque no hay pruebas contundentes en tal sentido. Incluyen la Villa Cattolica y la Villa Larderia, ambas con características de estilo semejantes a las anteriores.